# Рома (футбольный клуб, Бельцы)
«Рома» (рум. Roma Bălți) — ныне несуществующий молдавский футбольный клуб из города Бельцы, был основан в 1994 году.

## История клуба
По итогам выступления в сезоне 1995/96 команда заняла первое место в группе «Север» Дивизиона «Б» проиграв лишь одну встречу. В следующем году команда дебютировала в Дивизионе «A» и сразу же заняла второе место, которое позволило «Роме» перейти в Национальный дивизион. В высшей лиге Молдовы клуб провёл три сезона. По итогам сезона 1999/00 команда заняла девятое место и покинула Национальный дивизион.